# Ulocymus intermedius
Ulocymus intermedius är en spindelart som beskrevs av Cândido Firmino de Mello-Leitão 1929. 
Ulocymus intermedius ingår i släktet Ulocymus och familjen krabbspindlar. Inga underarter finns listade i Catalogue of Life.